# Real Madryt w sezonie 1911/1912
Sezon 1911/12 był 10. sezonem w historii Realu Madryt, wówczas Madrid FC. Klub nie wziął udziału w żadnych oficjalnych rozgrywkach.

## Skład
W klubie zadebiutował Santiago Bernabéu.

## Mecze
zwycięstwo Realu Madryt
     remis
     zwycięstwo drużyny przeciwnej
| 3 marca 1912 | Madrid FC                  | 2:1 | English Sports |                        |
|              | Marchimbarrena S. Bernabéu |     | Vickerstaff    | Pradera del Corregidor |

| Copa Rodríguez-Arzuaga 10 marca 1912 | Madrid FC | 2:0 | Gimnástica Española |   |
|                                      |           |     |                     | ? |

| Copa Rodríguez-Arzuaga 24 marca 1912 | Madrid FC | 1:3 | Gimnástica Española |   |
|                                      |           |     |                     | ? |